# Route Kampala-Entebbe
La route Kampala-Entebbe, également connue sous le nom de route Entebbe-Kampala ou route d'Entebbe, est une route de la région centrale de l'Ouganda, reliant la capitale Kampala et l'aéroport international d'Entebbe. 

## Emplacement

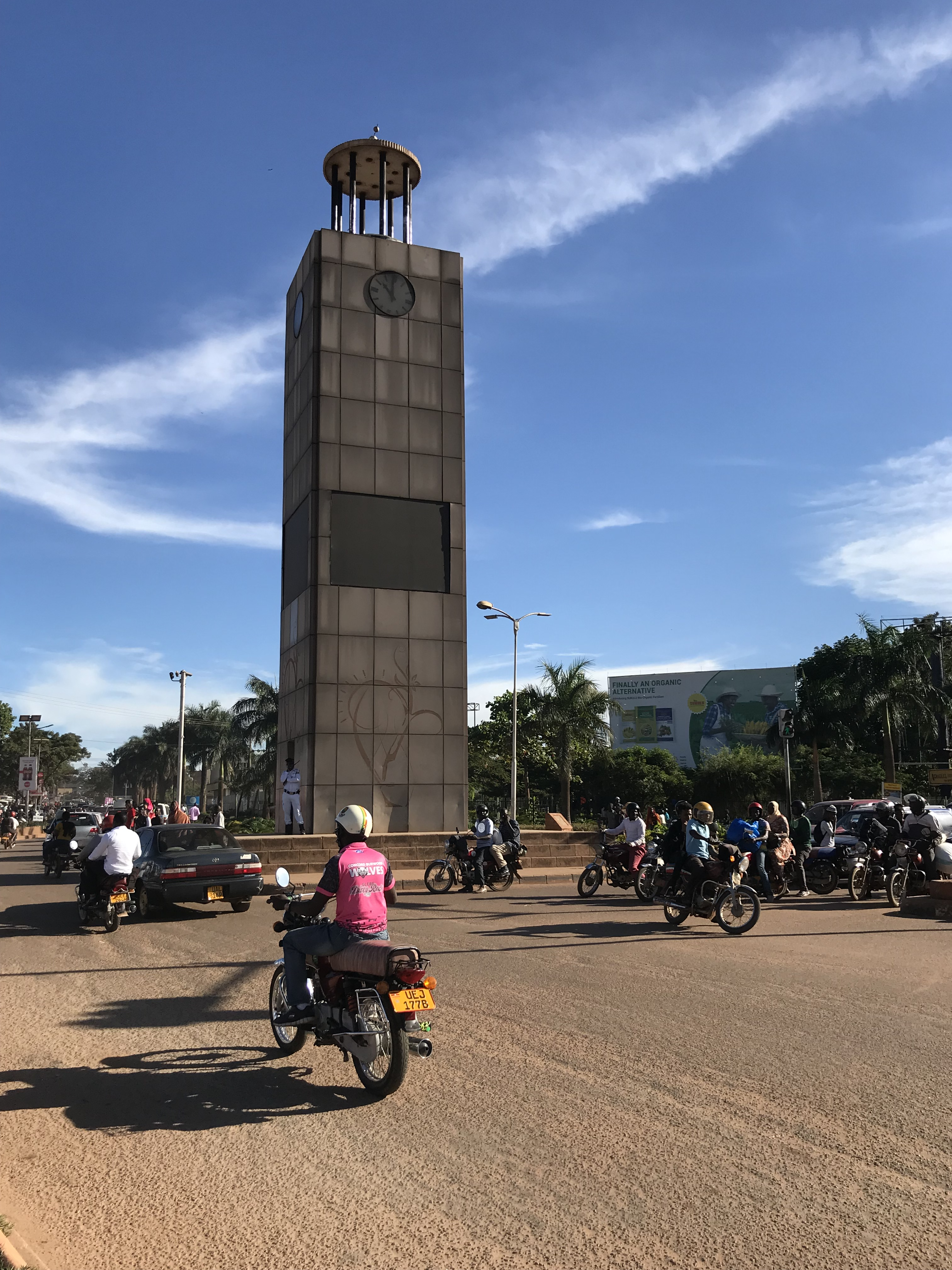
Tour de l'horloge de la route d'Entebbe.

La route commence sur Kampala Road, juste en face de la Housing Finance Bank (en). Elle se dirige vers le sud à travers le quartier de la tour de l'horloge et à travers Kibuye (en), Kajjansi (en) et Abayita Ababiri (en) avant de se terminer à l'aéroport d'Entebbe, soit une distance d'environ 40 kilomètres.

## Caractéristiques
Cette route est la deuxième route la plus fréquentée du pays, après l'autoroute Kampala-Jinja (en). En mai 2016, elle était utilisée par environ 264 000 passagers chaque jour. D'autres sources estiment le trafic sur cette route à 635 656 véhicules par an (en 2011). 
Avant l'ouverture de l'autoroute Entebbe-Kampala (en) en 2018, cette route était le seul lien direct entre le centre-ville et l'aéroport international d'Entebbe. Elle est à chaussée unique, trop étroite pour le trafic important qui y circule,. Cette congestion fait de cette route un des endroits les plus sujets aux accidents automobiles du pays,,.
Sur la route, on trouve les lieux suivants :
- Le siège social et les deux usines du groupe Roofings[10] à Lubowa, environ 10 kilomètres au sud de Kampala[11] ;
- Le centre de santé de Mildmay[12], à environ 16 kilomètres au sud de Kampala[13] ;
- Le quartier de Kajjansi (en), où l'embranchement Munyonyo de l'autoroute Entebbe-Kampala (en) traverse la route Kampala-Entebbe[14] ;
- Le campus du St. Mary's College Kisubi (en) se trouve à environ 25 kilomètres au sud de Kampala[15] ;
- La résidence officielle du président de l'Ouganda se trouve dans la ville d'Entebbe[16] ;
- L'aéroport international d'Entebbe est le point d'arrivée de la route[2].